# Investitionsablöse
Investitionsablöse bezeichnet im österreichischen Mietvertragsrecht eine Ablösesumme für eine wesentliche Verbesserung der Mietwohnung, die der Hauptmieter in den letzten zwanzig Jahren vor der Beendigung des Mietverhältnisses gemacht hat und die über seine Mietdauer hinaus wirksam und von Nutzen sind.
Die berechtigte Investitionsablöse ist in § 10 Mietrechtsgesetz (MRG) geregelt und stellt eine Ausnahme von dem grundsätzlich geltenden Ablöseverbot (§ 27 Abs. 1 Nr. 1 MRG) dar.
In den meisten Fällen sind Genossenschaftswohnungen vom Thema „Investitionsablöse“ betroffen. Für den Investitionsersatz enthält § 20 Abs. 5 Wohnungsgemeinnützigkeitsgesetz (WGG) eine dem § 10 MRG entsprechende Regelung.
Gestattet eine gemeinnützige Bauvereinigung (GBV) dem Vormieter, mit dem zukünftigen Mieter Ablöseverhandlungen zu führen, so dürfen beide Verhandlungspartner eine Ablöse für Investitionen oder Möbel vereinbaren. Verpflichtend ist die Vereinbarung jedoch nicht. Zudem ist die Vereinbarung nur dann zulässig, wenn die vereinbarte Summe den tatsächlichen Leistungen entspricht. Für einen schönen Ausblick darf selbstverständlich keine Ablöse verlangt werden.
Werden die gesetzlichen Rahmenbedingungen nicht eingehalten, spricht der Volksmund von einer „schwarzen Ablöse“. Über eine Schlichtungsstelle kann die Rückzahlung eingefordert werden.